# Церква Різдва Пресвятої Богородиці (Земун)
Церква Різдва Пресвятої Богородиці (серб. Црква Рођења Пресвете Богородице), також відома як Церква Богородиці (серб. Богородичина црква) — храм Сербської православної церкви, розташований в центральній частині Земуна, на вулиці Раячича.

## Історія
Після Пожаревацького миру (1718), і потім Бєлградським миру (1739), Османська імперія була витіснена з південно-східного Срема, а Земун опинився на кордоні двох імперій — Габсбурзької монархії та Османської імперії. Після неодноразових змін було встановлено військово-цивільне управління, і крім то́го Земун став вільним військовим коммунітетом у складі Габсбурзької монархії і її військового кордону.
Завдяки закінченню воєн розпочався прискорений розвиток економіки та громадянського суспільства, купецтва і ремісничої верстви. Розвиток прикордонного міста проявився у збільшенні чисельності населення, будівництві громадських і приватних будівель і розширенні території населеного пункту, в яких жили серби, німці, євреї, греки, арумуни та представниеи інших народів.
У західній частині Старого ядра Земуна, яке розвивалося з початку XVIII століття, в 1776 році був закладений наріжний камінь нової православної церкви, будівництво якої фінансувалося за рахунок коштів населення Земун, сербської, грецької та цинцарської національності. Будівництво церкви було завершене в 1780 році.

## Опис
Церква є однонефною спорудою пізнього бароко з напівсферичною абсидою та неглибокими хорами. Наприкінці 1794 — у 1795 році звели високу дзвіницю на західній стороні, яка була трохи нижче вежі церкви Блаженної Діви Марії. Перший дзвін, встановлений в 1815 році, символізував перемогу над Наполеоном. Пізніше, до цього дзвону, додали ще два.
Під дзвіницею зведено заглиблений склеп, який не використовували для цих цілей. Склеп спроектований за правилами, які все ще продовжують існувати головним чином у монастирях Грецької православної церкви.
Джерела вказують, що «нова» церква, як її стали називати, використовували для релігійної служби єдиновірні греки, цинцари і серби, які вносили внески на її утримання. Обряди здійснювалися церковнослов'янською, в деяких днях (до 1914) і грецькою мовою.
Храм з двором став центром, де організували церковну, освітню та культурну діяльність земунських сербів у 19 столітті.
Церкву значно перебудовували у 1890, 1937 і 1999 роках, а в 2009 році вона отримала декоративне освітлення. У церкві Літургію неодноразово служили патріархи Сербської православної церкви.

## Архітектура
Церква Богородиці — однонавова споруда, з неглибокими хорами і стрункою двох'ярусною дзвіницею, що височить над західним фасадом. Храм має витончений, різьблений іконостас в силі бароко, виготовлений майстром Аксентієм Марковичем, з іконами видатного продуктивного іконописця і живописця періоду класицизму, Арсенія Теодоровича. У цьому ж році встановили великий церковний дзвін. Теодорович робив розпис на першому зводі під іконостасом та в першій арці перед вівтарем. Він також зробив розпис архієрейського трону із зображенням святого Сави, який над труною батька примиряє ворогуючих братів.
Церква знаходиться багата ризниця і колекція книг та архівних матеріалів.
У церкві, під час реставрації 2000—2001 років, відновили розпис, уклали нове покриття підлоги з опаленням. Церква являє собою єдиний комплекс з Будинком Сербської православної церковної громади.
Церква Богородиці є найбільшим храмом, розміщений у просторовому культурно-історичному ансамблі Старого ядра Земуна, що бере участь в оформленні силуету міста з боку Дунаю, Гардоша і Чуковаца.

## Галерея

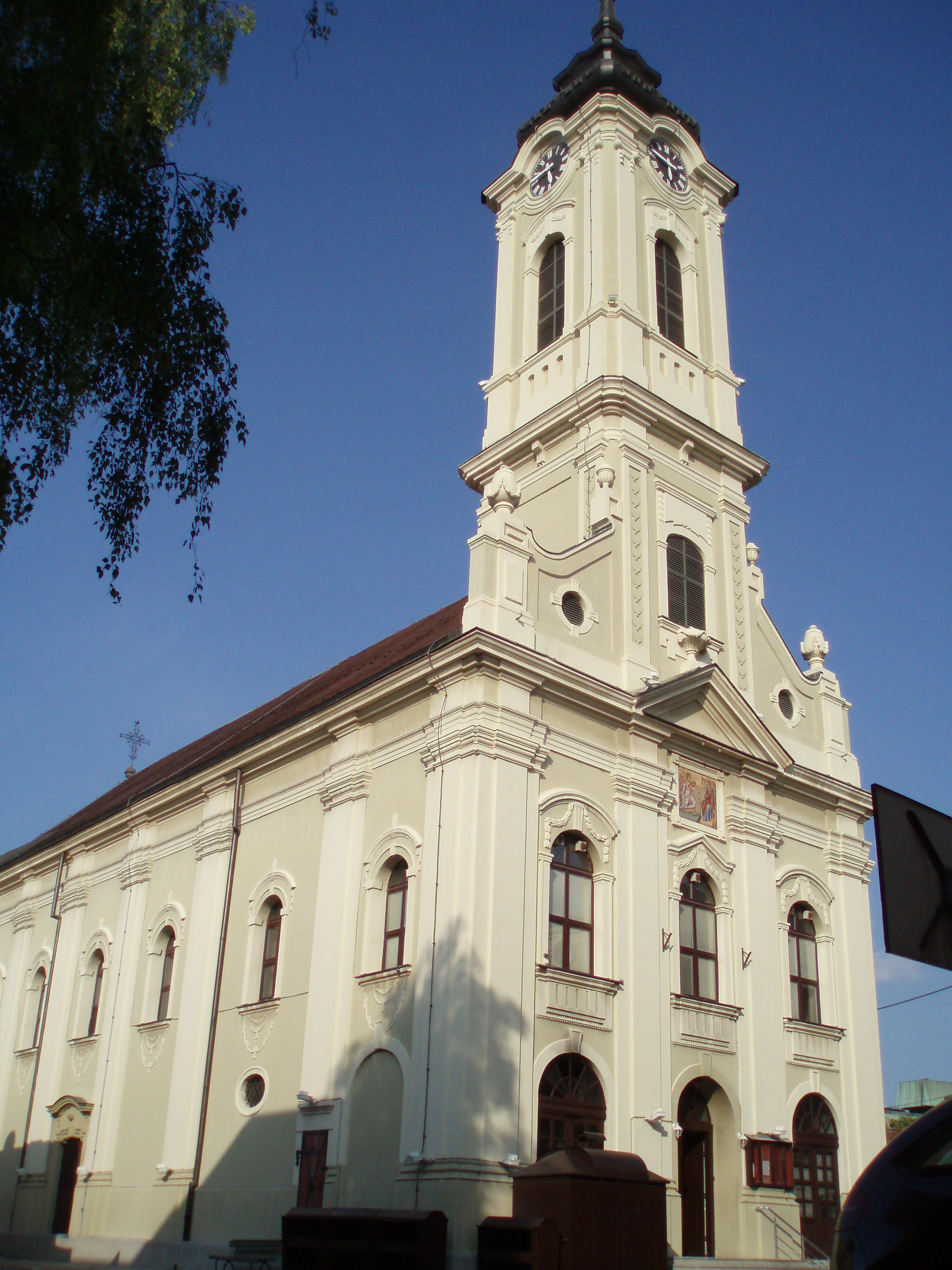
Передній фасад з дзвіницею (1880)
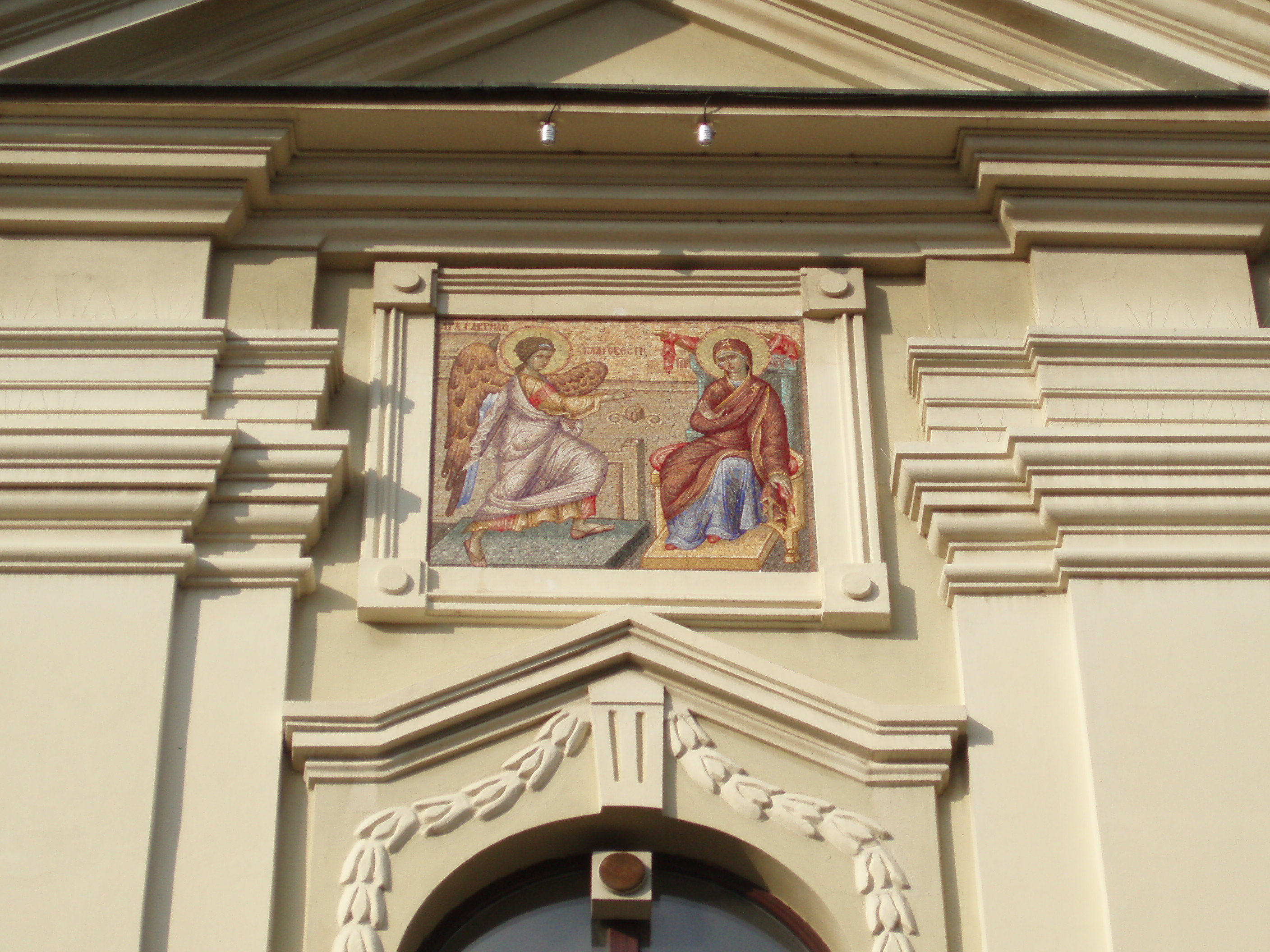
Мозаїка на передньому фасаді церкви
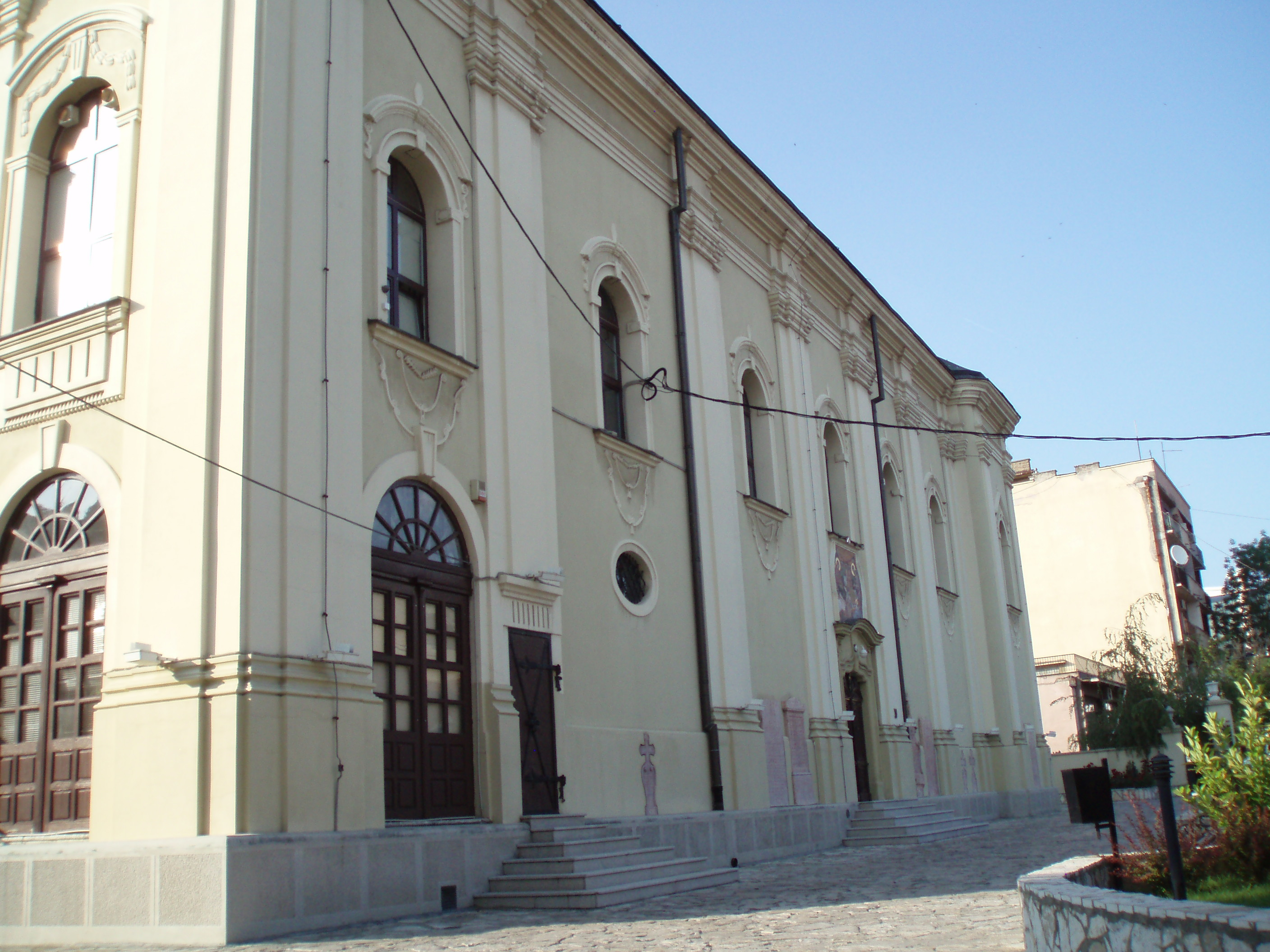
Бічний фасад церкви
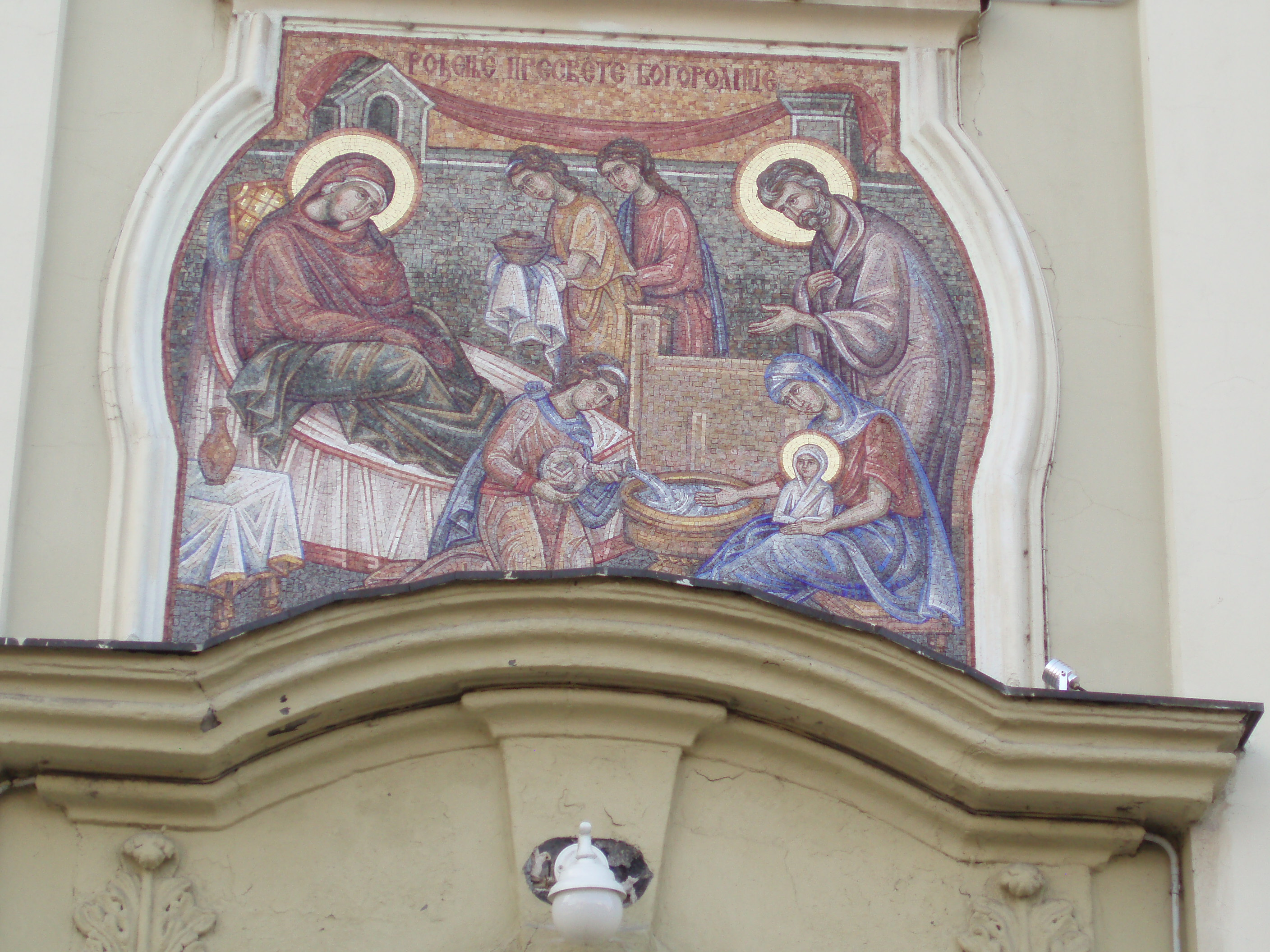
Мозаїка на бічному фасаді церкви
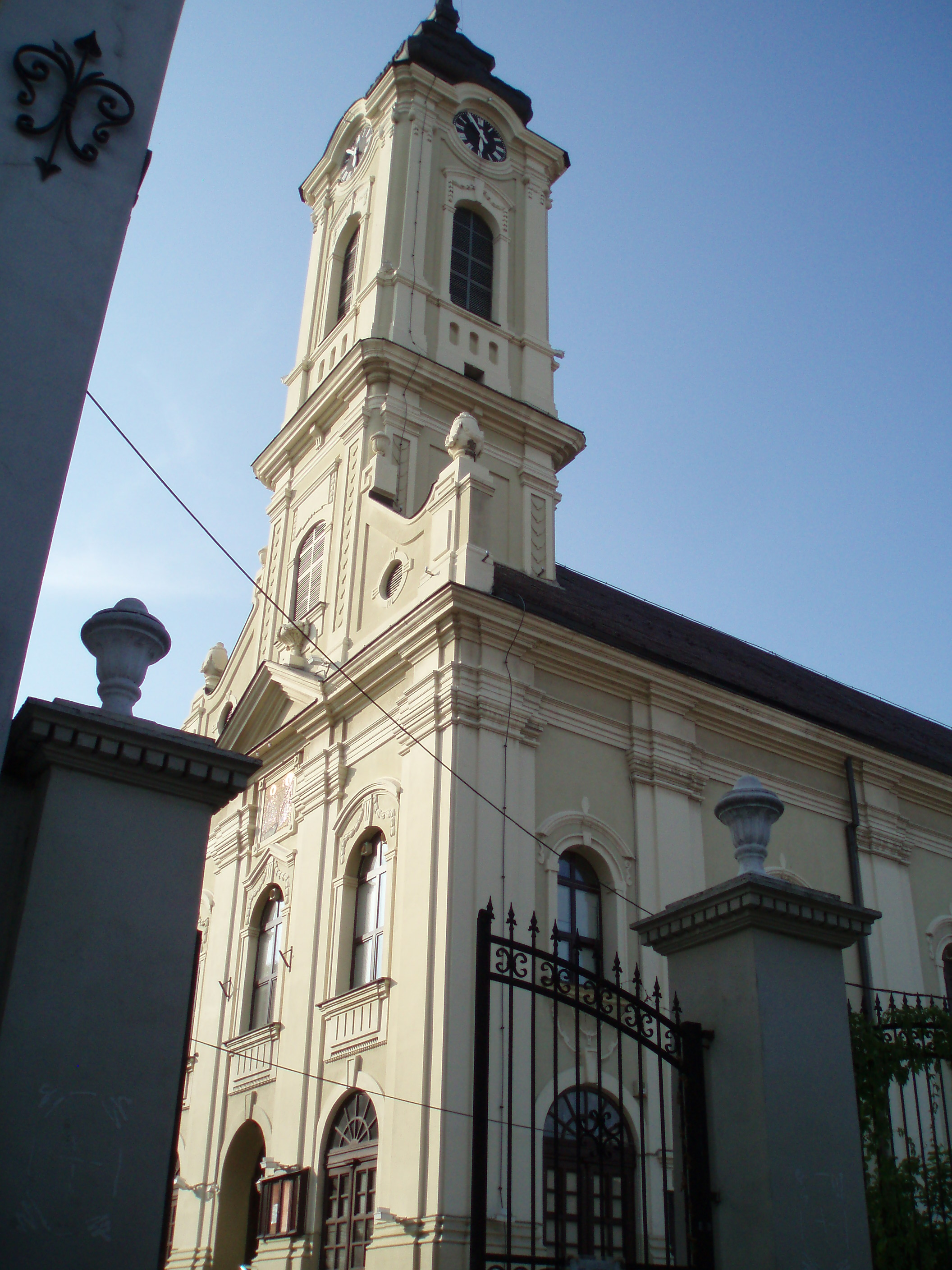
Прибудова з дзвіницею та склепом
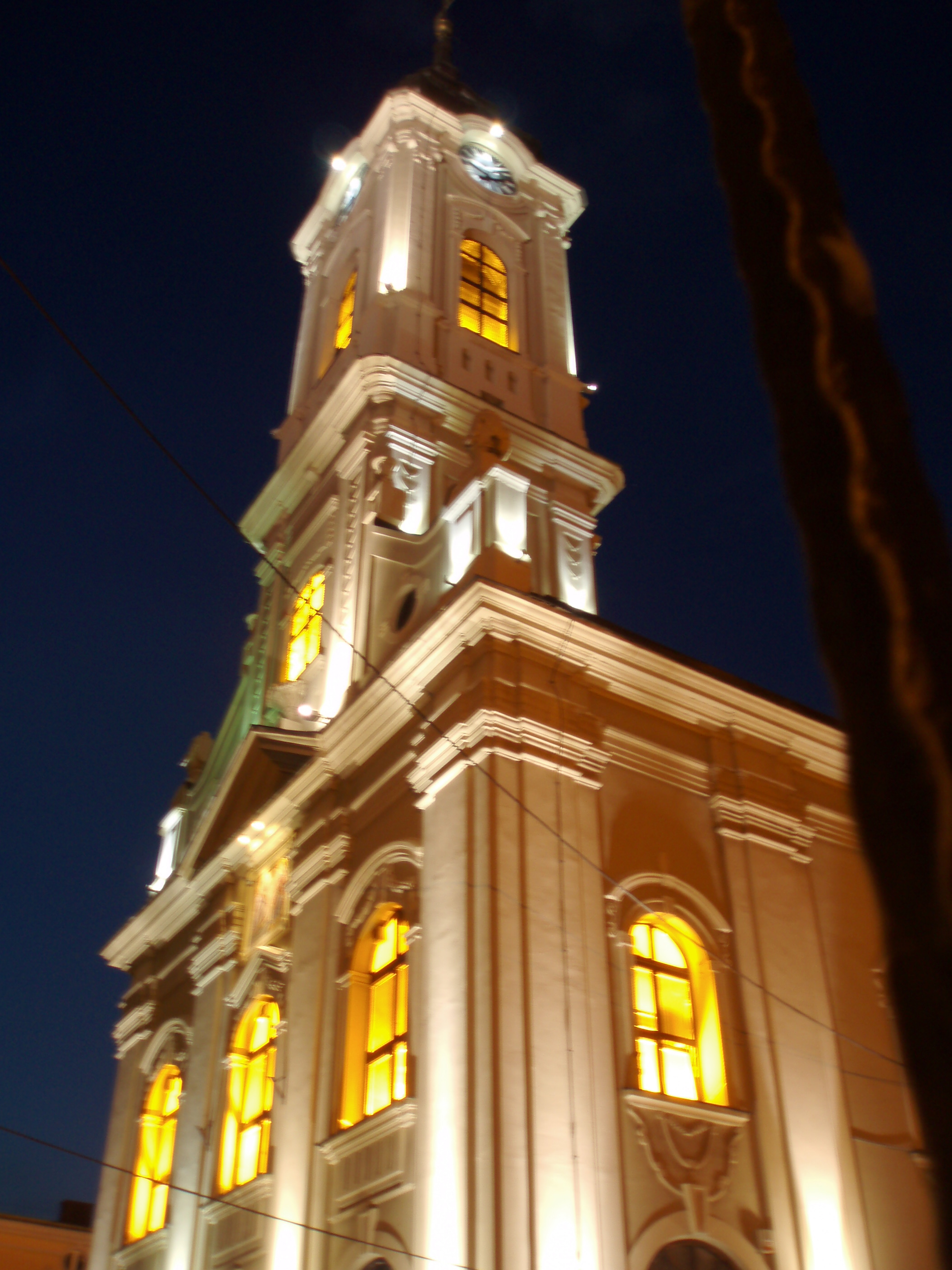
Вид на дзвіницю вночі